# Mega Top 50-jaarlijst
De Mega Top 50/30-jaarlijst is een hitlijst die aan het eind van het jaar wordt samengesteld op basis van de Mega Top 30. Op Oudejaarsdag 1967 zond de VARA voor het eerst een jaarlijst uit van de publieke hitparade. Vanaf 1970 (met uitzondering van 1992, 1993 en 2019) worden de grootste hits van het jaar eind december of begin januari op Hilversum 3, Radio 3 en tegenwoordig NPO 3FM uitgezonden. Sinds mei 2004 wijkt de Top 100 van de publieke hitparade sterk af van de jaarlijst van de B2B Single Top 100, die vooral is samengesteld op basis van verkoop en muziekstreams (in percentages). De jaarlijst van de (3FM) Mega Top 50/30 is daarentegen gebaseerd op puntenaantallen. Sinds 7 september 2019 is de lijst herdoopt naar de Mega Top 30 en wordt de nummer één van zowel de hitlijst als het jaaroverzicht gekozen door de luisteraars van NPO 3FM.

## Naamgeving
| Van              | Tot              | Naam van hitlijst                           |
| ---------------- | ---------------- | ------------------------------------------- |
| 23 november 1963 | 5 februari 1966  | Tijd voor Teenagers Top 10                  |
| 5 februari 1966  | 24 mei 1969      | Parool Top 20, officiële naam: PS Popparade |
| 24 mei 1969      | 29 juni 1974     | Hilversum 3 Top 30/Daverende 30             |
| 29 juni 1974     | 31 januari 1993  | Nationale Hitparade                         |
| 7 februari 1993  | 28 december 1996 | Mega Top 50                                 |
| 4 januari 1997   | 21 december 2002 | Mega Top 100                                |
| 4 januari 2003   | 31 augustus 2019 | Mega Top 50                                 |
| 7 september 2019 | 2 september 2022 | Mega Top 30                                 |

## Samenstelling

### 1970–1978
Samenstelling op basis van het behaalde aantal punten per jaar:
- nummer 1 krijgt 30 punten
- nummer 2 krijgt 29 punten
- nummer 30 krijgt 1 punt

### 1978–2005
Samenstelling op basis van de verkoopcijfers.

### 2005–2013
Samenstelling op basis van het behaalde aantal punten per jaar:
- nummer 1 krijgt 50 punten
- nummer 2 krijgt 49 punten
- nummer 50 krijgt 1 punt

### 2013 en 2014
Samenstelling op basis van absolute cijfers van verkoop, streaming en airplay

### 2015 en later
Samenstelling op basis van het behaalde aantal punten per jaar:
- nummer 1 krijgt 50 punten
- nummer 2 krijgt 49 punten
- nummer 50 krijgt 1 punt

## Uitzending
De Top 100 jaarlijst is uitgezonden door de NOS van 1970 t/m 1984, door Veronica i.s.m. de TROS in 1994 en door de TROS van 1985 t/m 1991 en van 1995 t/m 2013. Vanaf 1 januari 2015 wordt de jaarlijst op NPO 3FM uitgezonden door AVROTROS. In 1992 en 1993 is er géén Top 100 van de publieke hitlijst uitgezonden.
| Jaar | Artiest                          | Titel                                                | Hoogste positie | Weken | Op basis van                          | Uitzending (omroep)                 | Presentatoren |
| ---- | -------------------------------- | ---------------------------------------------------- | --------------- | ----- | ------------------------------------- | ----------------------------------- | --- |
| 1964 | Adamo                            | Vous permettez, monsieur?                            | 1(11wk)         | 23    | TvT T10 (pt)                          | niet uitgezonden                    | – |
| 1965 | The Beatles                      | Help!                                                | 1(3wk)          | 18    | TvT T10 (pt)                          | niet uitgezonden                    | – |
| 1966 | Nancy Sinatra                    | These Boots Are Made for Walkin'                     | 1(5wk)          | 15    | Parool Top 20 (pt)                    | niet uitgezonden                    | – |
| 1967 | Scott McKenzie                   | San Francisco (Be Sure to Wear Flowers in Your Hair) | 1(3wk)          | 15    | Parool Top 20 (pt)                    | 31 december 1967 (VARA)             | Herman Stok |
| 1968 | Heintje                          | Ich bau dir ein Schloß                               | 1(7wk)          | 18    | Parool Top 20 (pt)                    | niet uitgezonden                    | – |
| 1969 | Serge Gainsbourg & Jane Birkin   | Je t'aime... moi non plus                            | 2               | 23    | Parool Top 20+H3 Top 30 (pt)          | niet uitgezonden                    | – |
| 1970 | Golden Earring                   | Back Home                                            | 1(5wk)          | 19    | H3 Top 30 (pt)                        | 25 december 1970 (NOS)              | Joost den Draaijer, Felix Meurders, Jan Corduwener                                                                   |
| 1971 | Les Poppys                       | Non, non, rien n'a changé                            | 1(1wk)          | 17    | Daverende 30 (pt)                     | 31 december 1971 (NOS)              | Felix Meurders, Joost den Draaijer, Jan Corduwener, Vincent van Engelen, Eddy Becker, Herman Stok, Hugo van Gelderen |
| 1972 | Middle of the Road               | Sacramento (A Wonderful Town)                        | 1(5wk)          | 15    | Daverende 30 (pt)                     | 31 december 1972 (NOS)              | Felix Meurders, Vincent van Engelen                                                                                  |
| 1973 | Sharif Dean                      | Do You Love Me?                                      | 1(4wk)          | 16    | Daverende 30 (pt)                     | 26 december 1973 (NOS)              | Felix Meurders, Vincent van Engelen                                                                                  |
| 1974 | George McCrae                    | Rock Your Baby                                       | 1(8wk)          | 17    | Nationale Hitparade (pt)              | 25 december 1974 (NOS)              | Joost den Draaijer, Tineke de Nooij                                                                                  |
| 1975 | George Baker Selection           | Paloma blanca                                        | 1(4wk)          | 13    | Nationale Hitparade (pt)              | 31 december 1975 (NOS)              | Joost den Draaijer, Tineke de Nooij                                                                                  |
| 1976 | ABBA                             | Dancing Queen                                        | 1(7wk)          | 14    | Nationale Hitparade (pt)              | 29 december 1976 (NOS)              | Felix Meurders, Joost den Draaijer                                                                                   |
| 1977 | Long Tall Ernie and the Shakers  | Do You Remember                                      | 1(4wk)          | 15    | Nationale Hitparade (pt)              | 28 december 1977 (NOS)              | Felix Meurders, Joost den Draaijer                                                                                   |
| 1978 | Boney M                          | Rivers of Babylon/Brown Girl in the Ring             | 1(11wk)         | 22    | Nationale Hitparade (verkoop)         | 31 december 1978 (NOS)              | Felix Meurders, Frits Spits, Peter Holland                                                                           |
| 1979 | Art Garfunkel                    | Bright Eyes                                          | 1(6wk)          | 16    | Nationale Hitparade (verkoop)         | 30 december 1979 (NOS)              | Felix Meurders, Frits Spits, Peter Holland                                                                           |
| 1980 | Barbra Streisand                 | Woman in Love                                        | 1(7wk)          | 13    | Nationale Hitparade (verkoop)         | 25-28 december 1980 (NOS)           | Felix Meurders |
| 1981 | Anita Meyer                      | Why Tell Me, Why                                     | 1(7wk)          | 17    | Nationale Hitparade (verkoop)         | 25-31 december 1981 (NOS)           | Felix Meurders |
| 1982 | Nicole                           | Ein bißchen Frieden / Een beetje vrede               | 1(4wk)          | 12    | Nationale Hitparade (verkoop)         | 26 december 1981 t/m 1 januari 1982 | Tom Blomberg |
| 1983 | The Shorts                       | Comment ça va                                        | 1(5wk)          | 15    | Nationale Hitparade (verkoop)         | 24-31 december 1983                 | Frits Spits, Tom Blomberg                                                                                            |
| 1984 | Danny de Munk                    | Ik voel me zo verdomd alleen                         | 1(4wk)          | 19    | Nationale Hitparade (verkoop)         | 24-31 december 1984                 | Tom Blomberg, Frits Spits                                                                                            |
| 1985 | USA For Africa                   | We Are the World                                     | 1(9wk)          | 16    | Nationale Hitparade (verkoop)         | 26 december 1985 (TROS)             | Ferry Maat, Tom Mulder, Ad Roland                                                                                    |
| 1986 | Europe                           | The Final Countdown                                  | 1(6wk)          | 20    | Nationale Hitparade (verkoop)         | 25 december 1986 (TROS)             | Ferry Maat, Jeroen Soer                                                                                              |
| 1987 | Piet Veerman                     | Sailin' Home                                         | 1(4wk)          | 205   | Nationale Hitparade (verkoop)         | 24 december 1987 (TROS)             | Martijn Krabbé, Jeroen Soer                                                                                          |
| 1988 | Womack & Womack                  | Teardrops                                            | 1(7wk)          | 14    | Nationale Hitparade (verkoop)         | 29 december 1988 (TROS)             | Martijn Krabbé, Daniël Dekker                                                                                        |
| 1989 | Kaoma                            | Lambada                                              | 1(4wk)          | 19    | Nationale Hitparade (verkoop)         | 28 december 1989 (TROS)             | Martijn Krabbé, Peter Teekamp                                                                                        |
| 1990 | Sinéad O'Connor                  | Nothing Compares 2 U                                 | 1(7wk)          | 19    | Nationale Hitparade (verkoop)         | 27 december 1990 (TROS)             | Martijn Krabbé, Daniël Dekker, Peter Teekamp, Karel van Cooten, Rob van Someren                                      |
| 1991 | Bryan Adams                      | (Everything I Do) I Do It for You                    | 1(12wk)         | 26    | Nationale Hitparade (verkoop)         | 26 december 1991 (TROS)             | Daniël Dekker, Peter Teekamp, Karel van Cooten                                                                       |
| 1992 | Guns N' Roses                    | Knockin' on Heaven's Door                            | 1(4wk)          | 22    | Nationale Hitparade (verkoop)         | niet uitgezonden                    | – |
| 1993 | René Klijn                       | Mr. Blue                                             | 1(6wk)          | 19    | Mega Top 50 (verkoop)                 | niet uitgezonden                    | – |
| 1994 | Marco Borsato                    | Dromen zijn bedrog                                   | 1(13wk)         | 19    | Mega Top 50 (verkoop)                 | 31 december 1994 (TROS/Veronica)    | Gijs Staverman, Rob Stenders, Edwin Diergaarde, Edwin Evers,                                                         |
| 1995 | Guus Meeuwis & Vagant            | Het is een nacht... (Levensecht)                     | 1(8wk)          | 22    | Mega Top 50 (verkoop)                 | 30 december 1995 (TROS)             | Daniël Dekker, Rob van Someren, Thorvald de Geus, Hanno Dik                                                          |
| 1996 | The Fugees                       | Killing Me Softly                                    | 1(7wk)          | 17    | Mega Top 50 (verkoop)                 | 28 december 1996 (TROS)             | Daniël Dekker, Rob van Someren, Thorvald de Geus, Hanno Dik                                                          |
| 1997 | Elton John                       | Candle in the Wind                                   | 1(7wk)          | 14    | Mega Top 100 (verkoop)                | 27 december 1997 (TROS)             | Daniël Dekker, Rob van Someren, Thorvald de Geus, Hanno Dik, Patrick Kicken                                          |
| 1998 | Céline Dion                      | My Heart Will Go On                                  | 1(11wk)         | 28    | Mega Top 100 (verkoop)                | 26 december 1998 (TROS)             | Edwin Diergaarde, Rob van Someren, Patrick Kicken                                                                    |
| 1999 | Lou Bega                         | Mambo No. 5 (A Little Bit Of...)                     | 1(7wk)          | 28    | Mega Top 100 (verkoop)                | 26 december 1999 (TROS)             | Daniël Dekker, Edwin Diergaarde, Patrick Kicken, Peter Plaisier                                                      |
| 2000 | Jody Bernal                      | Que sí, que no                                       | 1(15wk)         | 28    | Mega Top 100 (verkoop)                | 30 december 2000 (TROS)             | Daniël Dekker, Edwin Diergaarde, Patrick Kicken                                                                      |
| 2001 | Starmaker                        | Damn (I Think I Love You)                            | 1(5wk)          | 15    | Mega Top 100 (verkoop)                | 29 december 2001 (TROS)             | Daniël Dekker, Edwin Diergaarde, Patrick Kicken                                                                      |
| 2002 | Las Ketchup                      | The Ketchup Song (Aserejé)                           | 1(10wk)         | 19    | Mega Top 100 (verkoop)                | 28 december 2002 (TROS)             | Daniël Dekker, Edwin Diergaarde, Corné Klijn                                                                         |
| 2003 | Jamai                            | Step Right Up                                        | 1(7wk)          | 18    | Mega Top 50 (verkoop)                 | 27 december 2003 (TROS)             | Daniël Dekker, Edwin Diergaarde, Corné Klijn                                                                         |
| 2004 | O-Zone                           | Dragostea din tei                                    | 1(11wk)         | 32    | Mega Top 50 (verkoop)                 | 26 december 2004 (TROS)             | Daniël Dekker, Edwin Diergaarde, Corné Klijn                                                                         |
| 2005 | Guus Meeuwis                     | Geef mij je angst                                    | 1(8wk)          | 27    | Mega Top 50 (punten)                  | 1 januari 2006 (TROS)               | Corné Klijn, Bart Arens, Michiel Veenstra                                                                            |
| 2006 | Marco Borsato                    | Rood                                                 | 1(11wk)         | 34    | Mega Top 50 (punten)                  | 31 december 2006 (TROS)             | Corné Klijn, Bart Arens, Sander de Heer                                                                              |
| 2007 | Mika                             | Grace Kelly                                          | 1(1wk)          | 26    | Mega Top 50 (punten)                  | 31 december 2007 (TROS)             | Bart Arens, Paul Rabbering                                                                                           |
| 2008 | Amy MacDonald                    | This Is the Life                                     | 1(7wk)          | 36    | Mega Top 50 (punten)                  | 1 januari 2009 (TROS)               | Bart Arens, Edwin Diergaarde                                                                                         |
| 2009 | Krezip                           | Sweet Goodbyes                                       | 2               | 35    | Mega Top 50 (punten)                  | 2 januari 2010 (TROS)               | Bart Arens, Paul Rabbering                                                                                           |
| 2010 | Caro Emerald                     | A Night Like This                                    | 1(9wk)          | 34    | Mega Top 50 (punten)                  | 1 januari 2011 (TROS)               | Bart Arens, Barend van Deelen                                                                                        |
| 2011 | Maroon & Christina Aguilera      | Moves like Jagger                                    | 1(1wk)          | 27    | Mega Top 50 (punten)                  | 1 januari 2012 (TROS)               | Bart Arens, Barend van Deelen                                                                                        |
| 2012 | Lykke Li                         | I Follow Rivers                                      | 2               | 35    | Mega Top 50 (punten)                  | 1 januari 2013 (TROS)               | Bart Arens, Barend van Deelen                                                                                        |
| 2013 | Robin Thicke ft. T.I. & Pharrell | Blurred Lines                                        | 1(5wk)          | 36    | Mega Top 50 (abs. cijf.)              | 1 januari 2014 (TROS)               | Bart Arens, Barend van Deelen                                                                                        |
| 2014 | Clean Bandit & Jess Glynne       | Rather Be                                            | 1(11wk)         | 34    | Mega Top 50 (abs. cijf.)              | 1 januari 2015 (AVROTROS)           | Barend van Deelen, Herman Hofman                                                                                     |
| 2015 | Major Lazer, DJ Snake & MØ       | Lean On                                              | 1(4wk)          | 41    | Mega Top 50 (punten)                  | 1 januari 2016 (AVROTROS)           | Barend van Deelen |
| 2016 | Mike Posner                      | I Took a Pill in Ibiza (SeeB remix)                  | 1(5wk)          | 32    | Mega Top 50 (punten)                  | 31 december 2016 (AVROTROS)         | Rob Janssen, Jasper Leijdens, Barend van Deelen                                                                      |
| 2017 | Ed Sheeran                       | Shape of You                                         | 1(16wk)         | 48    | Mega Top 50 (punten)                  | 31 december 2017 (AVROTROS)         | Jorien Renkema |
| 2018 | BLØF & Geike Arnaert             | Zoutelande                                           | 1(10wk)         | 49    | Mega Top 50 (punten)                  | 30 december 2018 (AVROTROS)         | Wijnand Speelman, Herman Hofman, Olivier Bakker                                                                      |
| 2019 | Shawn Mendes & Camila Cabello    | Señorita                                             | 1(9wk)          | 23    | Mega Top 50/Mega Top 30 (punten)      | niet uitgezonden                    | - |
| 2020 | The Weeknd                       | Blinding Lights                                      | 1 (8 wk)        | 28    | Mega Top 30 (stemmen van luisteraars) | 30 december 2020                    | Olivier Bakker |